# Хришћански комунизам
Хришћански комунизам је облик комунизма на основама религије хришћанства. То је теорија теолошки и политички заснована на тумачењу да учења Исуса Христа приморавају хришћане да подрже комунизам као идеални друштвени систем. Иако не постоји општа сагласност о тачном датуму рођења хришћанског комунизма, многи хришћански комунисти тврде да Библија указује на то да су рани хришћани, укључујући и апостоле себе сматрали комунистима, они су успоставили своје мало комунистичко друштво у годинама после смрти и васкрсења Исуса Христа. Као такву, многи заговорници хришћанског комунизма тврде да је овој доктрини учио и сам Исус, а да су га практиковали апостоли у свом животу и учењима других.

## Опис
Хришћански комунизам се може посматрати као радикални облик социјализма хришћана. Комунисти хришћани једним делом могу али и не могу да се сложе са различитим тезама марксизма. Генерално се не слажу са ставовима којег се држе анти-верски секуларни марксисти, али слажу се са многим аспектима економске и егзистенцијалне марксистичке теорије, као што је идеја да капитализам експлоатише радничку класу од вађења вишка вредности из радника у облику профита и да је рад и плата као последица рада представља инструмент отуђења која промовише произвољну и неправедну људску власт. Хришћански Комунизам, као један од облика марксизма, он штавише тврди да капитализам подстиче негативне аспекте људске природе и да занемарује вредности као што су милост, доброта, правда и саосећања у корист "похлепе" и "себичности".
Хришћански Комунисти такође деле неке од политичких циљева марксиста, на пример замену капитализма са социјализмом, што би требало да буде праћено комунизмом касније. Међутим, хришћански комунисти понекад се не слажу са марксистима тачније са лењинистима, на начин како би требало организовати социјалистичко или комунистичко друштва. У принципу, хришћански комунизам еволуирао је независно од марксизма, већина комунистичких хришћана и других комуниста деле исте идеолошке закључке, али се у доста тога и разликују нарочито по питању односа Марксизма, Карла Маркса и Фридриха Енгелса према религији.

## Симболика
Симболика Хришћанског Комунизма је у основи иста као и марксистичка, мада је било незваничних симбола који указују управо на везу између хришћанства и комунизма.
Срп, чекић и крст - то је незванични симбол идентификације хришћанског комунизма. Симбол показује класични срп и чекић са косом цртом преко чекића, формирајући крст, овај симбол добија све више на популарности међу присталицама Хришћанског комунизма.